# Oxigen (grup musical)
Oxigen és un grup de pop-rock català que es va originar a finals del mes de desembre de 2019 com a grup de versions amb el nom de Sound On, tenint com a referència artistes actuals com Dua Lipa, Lady Gaga o Stay Homas, però també grups de música i cantants del segle XX com Radiohead, Amy Winehouse o The Clash.
La idea de formar el grup va ser del bateria del grup —Joan Matacàs—, una proposta que li va fer un dia, a un company seu de la Black Music Big Band de Girona i decidiren que la primera versió que farien seria All I Want for Christmas Is You perquè era època nadalenca. Com que no tenien ni cantant ni baix, cercaren dues cantants i un baixista per a gravar-la. Posteriorment hi afegirien un guitarrista.
El seu primer senzill va sortir a la llum el novembre de 2020 i portava per títol Desitjos, la música i la lletra del qual van ser creades pel cantant i compositor gironí Miquel Abras, cançó del dia a Catalunya Ràdio. Guanyaren el 5è concurs de grups novells de Vilablareix el maig de 2021. El juliol publicaren el seu segon senzill titulat Una Cançó per a Tu, gravats als bucs d'assaig gironins Marfà ja que van ser un dels guanyadors del concurs #Talentbucs 2020 celebrats durant la pandèmia per Les Cases de la Música Girona. El 2021 feren el llançament del seu tercer senzill, “Somriure”. La seva nadala “És Nadal (na,na,na)” fou la banda sonora del vídeo de la campanya de Nadal 2022 de Televisió de Girona.
El juny de l'any 2023 van publicar el seu primer àlbum titulat No Fa Tant, de set cançons que barregen pop, rumba, havanera, electrònica i disco. El juliol del mateix any van guanyar el Premi Verkami per votació popular de l'edició 2023 del Sona9, la qual cosa els va permetre passar a les semifinals del concurs que se celebraren durant el mes de setembre.